# Куссерг
Куссе́рг, Куссерґ (фр. Coussergues) — колишній муніципалітет у Франції, у регіоні Окситанія, департамент Аверон. Населення — 263 осіб (2011).
Муніципалітет був розташований на відстані близько 500 км на південь від Парижа, 150 км на північний схід від Тулузи, 25 км на схід від Родеза.

## Історія
До 2015 року муніципалітет перебував у складі регіону Південь-Піренеї. Від 1 січня 2016 року належав до нового об'єднаного регіону Окситанія.
1 січня 2016 року Куссерг, Крюежуль i Пальмас було об'єднано в новий муніципалітет Пальма-д'Аверон.

## Демографія
Динаміка населення (INSEE ):
Розподіл населення за віком та статтю (2006):
| Стать | Всього | До 15 років | 15-24 | 25-44 | 45-64 | 65-85 | Понад 85 |
| --- | ------ | ----------- | ----- | ----- | ----- | ----- | -------- |
| Чоловіки | 96     | 12          | 12    | 16    | 20    | 36    | 0        |
| Жінки | 116    | 16          | 4     | 20    | 40    | 28    | 8        |
| \| Статево-вікова піраміда \| Статево-вікова піраміда \| Статево-вікова піраміда \| \| ----------------------- \| ----------------------- \| ----------------------- \| \| Чоловіки \| Вік \| Жінки \| \| 0 \| 85 + \| 8 \| \| 8 \| 80-84 \| 8 \| \| 16 \| 75-79 \| 8 \| \| 4 \| 70-74 \| 8 \| \| 8 \| 65-69 \| 4 \| \| 4 \| 60-64 \| 16 \| \| 0 \| 55-59 \| 4 \| \| 16 \| 50-54 \| 8 \| \| 0 \| 45-49 \| 12 \| \| 4 \| 40-44 \| 4 \| \| 4 \| 35-39 \| 4 \| \| 8 \| 30-34 \| 8 \| \| 0 \| 25-29 \| 4 \| \| 4 \| 20-24 \| 0 \| \| 8 \| 15-20 \| 4 \| \| 4 \| 10-14 \| 8 \| \| 4 \| 5-9 \| 4 \| \| 4 \| 0-4 \| 4 \| |        |             |       |       |       |       |          |
| Статево-вікова піраміда |        |             |       |       |       |       |          |
| Чоловіки | Вік    | Жінки       |       |       |       |       |          |
| 0 | 85 +   | 8           |       |       |       |       |          |
| 8 | 80-84  | 8           |       |       |       |       |          |
| 16 | 75-79  | 8           |       |       |       |       |          |
| 4 | 70-74  | 8           |       |       |       |       |          |
| 8 | 65-69  | 4           |       |       |       |       |          |
| 4 | 60-64  | 16          |       |       |       |       |          |
| 0 | 55-59  | 4           |       |       |       |       |          |
| 16 | 50-54  | 8           |       |       |       |       |          |
| 0 | 45-49  | 12          |       |       |       |       |          |
| 4 | 40-44  | 4           |       |       |       |       |          |
| 4 | 35-39  | 4           |       |       |       |       |          |
| 8 | 30-34  | 8           |       |       |       |       |          |
| 0 | 25-29  | 4           |       |       |       |       |          |
| 4 | 20-24  | 0           |       |       |       |       |          |
| 8 | 15-20  | 4           |       |       |       |       |          |
| 4 | 10-14  | 8           |       |       |       |       |          |
| 4 | 5-9    | 4           |       |       |       |       |          |
| 4 | 0-4    | 4           |       |       |       |       |          |

## Економіка
2010 року серед 147 осіб працездатного віку (15—64 років) 114 були активними, 33 — неактивними (показник активності 77,6%, у 1999 році було 63,2%). З 114 активних мешканців працювало 106 осіб (57 чоловіків та 49 жінок), безробітними було 8 (4 чоловіки та 4 жінки). Серед 33 неактивних 10 осіб було учнями чи студентами, 13 — пенсіонерами, 10 були неактивними з інших причин.

У 2010 році у муніципалітеті числилось 110 оподаткованих домогосподарств, у яких проживали 251,0 особи, медіана доходів виносила 17 304 євро на одного особоспоживача.